# 野菜バリバリ元気っ子
野菜バリバリ元気っ子（やさいバリバリげんきっこ）は、大阪府が子供たちに野菜をもっと摂取してもらい、健康な身体作りをしてもらおうという「食育（食の教育の略）」推進の一環として、2005年に発表された楽曲である。
これはカゴメ、大同生命厚生事業団、大阪採れたて農産物消費推進協議会が協賛し、子供たちに野菜の効果を知ってもらいながら野菜をもっと身近なものとして捕らえてもらおうということで3番まである歌詞に全部で24種類の野菜が登場してくるというものである。
この曲は発表当時にスーパーマーケット・百貨店などの野菜売り場でのプロモーションや幼稚園・小学校などの教育機関などに8000枚が提供・配布された程度で、長らく一般には市販されていなかったが、発表から10年を経た2015年11月25日、食べ物を題材にした子供向け楽曲を収録したコンピレーション・アルバム『スーパー☆フード・ソング 〜スーパーで流れるスーパー・キャッチーな食育ソング!?〜』にこの曲が収録され、一般にもCDの入手が可能となる予定である。同アルバムでは歌手名が「瀧本瞳、たけいもとはる」となっている。